# Willi Wenk
Willi Wenk (Bazel, 11 april 1914 - Riehen, 17 februari 1994) was een Zwitsers onderwijzer en politicus voor de Sociaaldemocratische Partij van Zwitserland (SP/PS) uit het kanton Basel-Stadt.

## Biografie

### Afkomst en opleiding
Willi Wenk was een zoon van Gustav Wenk. Hij huwde in 1941 met Bertha Stampfli en in 1981 met Ingeborg Edith Gaiser. Hij studeerde wiskunde, fysica en biologie aan de Universiteit van Bazel, waar hij in 1941 een doctoraat behaalde met een proefschrift over absorptie- en fluorescentiespectra.

### Onderwijzer
Nadien ging Wenk als leraar aan de slag aan het wetenschappelijk gymnasium van Bazel, waarvan hij van 1961 tot 1975 directeur was. Van 1947 tot 1961 was hij tevens directeur van de kantonnale dienst voor studieloopbaanbegeleiding. Daarnaast was hij van 1950 tot 1959 voorzitter van de Verein Gute Schriften.

### Politicus
Wenk was van 1954 tot 1961 lid van het stadsbestuur van Riehen. Tussen 1956 en 1968 was hij lid van de Grote Raad van Bazel-Stad. Vervolgens was hij van 4 december 1967 tot 1 maart 1979 lid van de Kantonsraad, waarvan hij van 1 december 1975	tot 29 november 1976 voorzitter was. Van 1968 tot 1974 zetelde hij ook in de Parlementaire Vergadering van de Raad van Europa. In 1982 was hij een van de oprichters van de Demokratisch-Sociale Partij van Bazel, een afscheuring van de SP/PS. Hij legde zich vooral toe op onderwijsbeleid en pleitte voor de oprichting van de latere Fachhochschule Nordwestschweiz.